# Art Shell
Arthur Shell, detto Art (Charleston, 26 novembre 1946), è un ex giocatore di football americano e allenatore di football americano statunitense che ha giocato nel ruolo di offensive tackle e allenato gli Oakland/Los Angeles Raiders della National Football League (NFL). Nel 1989 è stato inserito nella Pro Football Hall of Fame.

## Carriera professionistica
Shell fu scelto dagli Oakland Raiders della American Football League dal Maryland State College nel Draft NFL 1968. Nell'anno successivo la squadra si trasferì nella NFL dopo la fusione tra le due leghe. Shell disputò tutte le 207 gare della sua carriera professionistica come offensive tackle dei Raiders, prendendo parte a 24 gare dei playoff e vincendo per tre volte il Super Bowl. Art si ritirò dopo la stagione 1982 e nel 1989 fu inserito nella Pro Football Hall of Fame. Nel 1999 The Sporting News lo classificò al 55º posto nella sua classifica dei migliori cento giocatori di tutti i tempi mentre nella stessa graduatoria stilata da NFL Network dieci anni dopo fu inserito al 76º posto.

## Palmarès
Come giocatore:
- Super Bowl : 3 vittorie del Super Bowl (XI XV, XVIII)
- 8 Pro Bowl (1972, 1973, 1974, 1975, 1976, 1977, 1978, 1980)
- 3 First-team All-Pro (1974, 1976, 1977)
- 2 Second-team All-Pro (1975, 1978)
- Formazione ideale della NFL degli anni 1970
- Classificato al #76 tra i migliori cento giocatori di tutti i tempi da NFL.com
- Formazione ideale del 100º anniversario della National Football League
- Pro Football Hall of Fame (classe del 1989)

Come allenatore:
- Allenatore dell'anno (1990)